# Rhynchodontodes orientes
Rhynchodontodes orientes là một loài bướm đêm trong họ Erebidae.